# John Torrey
John Torrey (n. 15 august 1796, New York — d. 10 martie 1873) a fost un botanist și chimist american. El a studiat amănunțit flora nord-americană, în special cea de pe țărmul atlantic.
1. ↑  Autoritatea BnF, accesat în 10 octombrie 2015
2. ↑  Notable Names Database